# تشارلز براون سيكارد
تشارلز إدوارد براون سيكارد (بالفرنسية: Charles-Édouard Brown-Séquard)‏ (8 أبريل 1817 - 2 أبريل 1894)، المعروف أيضا باسم تشارلز إدوارد، كان تشارلز عالماً فسيولوجياً وعصبياً والذي أصبح، في عام 1850، أول من وصف ما يسمى الآن متلازمة براون سيكارد.

## حياته
ولد براون سيكارد في بورت لويس، موريشيوس، لأب أمريكي وأم فرنسية. وحضر الكلية الملكية في موريشيوس، وتخرج في الطب في باريس في عام 1846. ثم عاد إلى موريشيوس بنية الممارسة هناك، ولكن في عام 1852 ذهب إلى الولايات المتحدة. هناك تم تعيينه في كلية الطب في ولاية فرجينيا حيث أجرى تجارب في الطابق السفلي من المبنى المصري.
وفي وقت لاحق، عاد إلى باريس، وفي عام 1859 هاجر إلى لندن، وأصبح طبيبا في المستشفى الوطني للشلل والصرع. هناك بقي لمدة خمس سنوات تقريبا، وشرح وجهات نظره حول أمراض الجهاز العصبي في العديد من المحاضرات التي جذبت اهتماما كبيرا. في عام 1864 عبر مرة أخرى المحيط الأطلسي، وعين أستاذا في علم وظائف الأعضاء وعلم الأمراض العصبية في جامعة هارفارد. تنازل عن هذا المنصب في عام 1867، وفي عام 1869 أصبح أستاذا في مدرسة الطب في باريس، ولكن في عام 1873 عاد مرة أخرى إلى أمريكا وعمل في مدينة نيويورك. وأثناء ذلك ولدت ابنته، شارلوت ماريا.
وأخيرا، عاد إلى باريس ليخلف كلود برنارد في عام 1878 كأستاذ للطب التجريبي في كوليج دو فرانس، وظل هناك حتى وفاته، دفن في باريس في مقبرة مقبرة مونبارناس.
كان براون سيكارد شخصية مثيرة للجدل وغريبة الأطوار.
تم انتخاب براون سيكوارد في عام 1886 إلى مجلس نادي السكر، كما كان عضوا في الجمعية الملكية في لندن.

## أعماله
ساهم براون سيكارد إلى حد كبير في معرفتنا بالدم والحرارة الحيوانية، فضلا عن العديد من الحقائق ذات الأهمية القصوى على الجهاز العصبي. كان أول عالم يعمل على علم وظائف الأعضاء في الحبل الشوكي، ودلل على أن تآكل الألياف التي تحمل الألم ودرجة الحرارة تحدث في الحبل نفسه. وقد خلد اسمه في تاريخ الطب مع وصف متلازمة تحمل اسمه (متلازمة براون سيكارد).
الأهم من ذلك أنه كان واحدا من أول من يفترض وجود المواد، والمعروفة الآن باسم الهرمونات، يفرز في مجرى الدم ليؤثر على الأعضاء البعيدة. على وجه الخصوص، أظهر (في 1856) أن إزالة الغدد الكظرية تؤدي إلى الموت، وذلك بسبب نقص الهرمونات الأساسية. في سن 72، في اجتماع ل سوسيتي دي بيولوجي في باريس، ذكر براون سيكارد أن الحقن تحت الجلد من السوائل التي أُعدت من خصيتين من خنازير غينيا والكلاب تؤدي إلى تجديد الخلايا لفترات طويلة.
نُشرت أبحاث براون سيكارد في حوالي 500 مقالة، وخاصة في أرشيف دي فيسيولوجي، الذي ساعد في تأسيسه في عام 1868 جنبا إلى جنب مع جان مارتن شاركو وألفريد فولبيان، قامت تلك الأبحاث والمقالات بتغطية مجموعة واسعة جدا من الموضوعات الفسيولوجية والمرضية.
في أواخر القرن 19th أثار براون سيكارد الكثير من الجدل من خلال تجاربه على خنازير غينيا. في سلسلة من التجارب تمتد على مدى سنوات عديدة (1869-1891)، وأظهر من تجربتة أن القسم الجزئي من الحبل الشوكي، أو قسم من عصب وركي، يُظهر بعد بضعة أسابيع حالة غريبة تشبه الصرع. على الرغم من أن بعض العلماء اعتبروا التجارب كدليل على وراثة لاماركيان، فإن التجارب لم تكن لاماركية حيث رفض لامارك أن هذا النوع من الخصائص المكتسبة قد ورثت لأن مثل هذه التجارب لا تنطوي على استخدام ورفض الأحرف استجابة للبيئة. أحد التفسيرات للنتائج هو ظهور المرض المنقول وليس دليلا على وراثة الطابع المكتسب. وتعتبر تجاربه الآن شاذة ويوجد تفسيرات بديلة لذلك.

## للمزيد من القراءة
- Aminoff, Michael J. (2000). "Brown-Séquard: Selected Contributions of a Nineteenth-Century Neuroscientist". The Neuroscientist. ج. 6 ع. 1: 60–65. DOI:10.1177/107385840000600114. مؤرشف من الأصل في 2009-09-12.
- Borell M. (1976). "Brown-Séquard's organotherapy and its appearance in America at the end of the nineteenth century". Bull Hist Med. ج. 50: 309–320.
- Brown-Séquard C. E. (1889). "The effects produced on man by subcutaneous injection of a liquid obtained from the testicles of animals" (PDF). Lancet. ج. 137: 105–107. DOI:10.1016/s0140-6736(00)64118-1. مؤرشف من الأصل (PDF) في 2016-10-21.
- Dawka, Sushil. (2017) "Charles-Édouard Brown-Séquard: A bicentennial tribute". Int J Med Update. 12 (1): 1–3. https://dx.doi.org/10.4314/ijmu.v12i1.1
- Laporte, Y. (2006). "Charles-Édouard Brown-Séquard. Une vie mouvementée et une contribution importante à l'étude du système nerveux (Charles-Édouard Brown-Séquard. An eventful life and a significant contribution to the study of the nervous system)". Comptes Rendus Biologies. ج. 329: 363–368. DOI:10.1016/j.crvi.2006.03.007. مؤرشف من الأصل في 2020-05-28.
- Olmsted, J. M. D. (1946). Charles-Edouard Brown-Séquard. A Nineteenth Century Neurologist and Endocrinologist. Baltimore: Johns Hopkins University Press.
- Rengachary, Setti S.؛ Colen, Chaim؛ Guthikonda, Murali (أبريل 2008). "Charles-Edouard Brown-Sequard: An Eccentric Genius". Neurosurgery. ج. 62 ع. 4: 954–964. DOI:10.1227/01.neu.0000318182.87664.1f. PMID:18496202. مؤرشف من الأصل في 2016-03-03.
- Ruch, Theodore C. Ruch (مارس 1946). "Charles Edouard Brown-Séquard (1817-1894)". Yale J. Biol. Med. ج. 18 ع. 4: 227–238. PMC:2601899. PMID:21434249.
- Sneader, Walter (2005). Drug Discovery. Hoboken, New Jersey: John Wiley and Sons Inc. ص. 151–152. ISBN:978-1-85070-427-0. مؤرشف من الأصل في 2020-02-11.

## وصلات خارجية
- تشارلز براون سيكارد على موقع الموسوعة البريطانية (الإنجليزية)

- Kahn, Arnold (2005). "Regaining Lost Youth: The Controversial and Colorful Beginnings of Hormone Replacement Therapy in Aging". The Journals of Gerontology Series A: Biological Sciences and Medical Sciences. ج. 60 ع. 2: 142 & 147. DOI:10.1093/gerona/60.2.142. PMID:15814854. مؤرشف من الأصل في 3 فبراير 2009.
- Charles-Édouard Brown-Séquard - Biographical information and selected publications
- New York Times obituary (1894)
- Documents relating to Brown-Séquard in the Queen Square Archive
- National Academy of Sciences Biographical Memoir

تحوي هذه المقالة معلومات مترجمة من الطبعة الحادية عشرة لدائرة المعارف البريطانية لسنة 1911 وهي الآن ضمن الملكية العامة.